# اچ‌ام‌اس آرچر (پی۲۶۴)
اچ‌ام‌اس آرچر (پی۲۶۴) (به انگلیسی: HMS Archer (P264)) یک کشتی است که طول آن 20.8 m (68 ft 3 in) می‌باشد. این کشتی در سال ۱۹۸۵ ساخته شد.